# 許桂源
許 桂源（きょ けいげん、シュウ グィエン、拼音:Xǔ Guìyuán、1996年1月29日 - ）は、中華人民共和国広東省掲陽市普寧市出身の元プロ野球選手(外野手)。
中国にあるMLBデベロップメントセンターから契約を結んだ、初のプロ野球選手である。

## 経歴
2010年に中国にあるMLBデベロップメントセンターに入団した。
2013年と2014年にMLB台湾エリート・キャンプ・オールスターに参加。
2015年にMLBのボルチモア・オリオールズとマイナー契約を結び、プロ入りと果たした。
2016年6月24日に傘下ルーキー級のガルフ・コーストリーグ・オリオールズへ配属された。同年は33試合に出場し、打率.247、9打点、20安打、2盗塁を記録した。
2017年2月8日に第4回ワールド・ベースボール・クラシック(WBC)の中国代表に選出された。
2019年3月25日に解雇となった。
5月27日に、日本の独立リーグ、四国アイランドリーグplusの高知ファイティングドッグスと契約したことが発表された。高知でのポジションは外野手で、また名前の読みは「シュウ グィエン」とされている。契約の発表は5月27日になされたが、正式に選手登録がなされたのは7月17日であった。高知での成績は、15試合に出場して打率.226、打点2、本塁打0であった。
2020年1月30日、契約期間満了に伴い、高知を退団（自由契約）することが発表された。
その後、引退。現在は中国に戻りリトルリーグのコーチを務めている。

## 人物
イチローに憧れており、そのポテンシャルの高さから中国のイチローと称されており、愛称もイチローへの賛美からイッチィである。また、イチ・シューとも称される。

## 詳細情報

### 代表歴
- 2017 ワールド・ベースボール・クラシック中国代表